# ارمک (گیاه)
ارمک، ریش بز (نام علمی: Ephedra procera) نام یک گونه از سرده ارمک است..